# Верхнерогачикская поселковая община
Верхнерогачикская поселковая община (укр. Верхньорогачицька селищна громада) — территориальная община в Каховском районе Херсонской области Украины.
Образована в ходе административно-территориальной реформы 2020 года путем объединения Верхнерогачикского поселкового, Бережанского, Зелёновского, Первомаевского, Самойловского, Ушкальского и Чистопольского сельских советов Верхнерогачикского района.
С марта 2022 года община находится под российской оккупацией в ходе вторжения России в Украину.
Площадь общины — 914,3 км², население — 11 059 человек (2022).
Своё название община получила от названия административного центра, где размещены органы власти — посёлка Верхний Рогачик.

## Населённые пункты
В состав общины входят посёлок Верхний Рогачик и 20 сёл: Бабино, Бережанка, Вишнёвое, Владимировка, Георгиевка, Зелёное, Заря, Кожемяки, Лисичье, Михайловка, Нижний Рогачик, Новознаменка, Алексеевка, Павловка, Первомаевка, Самойловка, Таврийское, Трудовик, Ушкалка и Чистополье.